# Bóng đá tại Đại hội Thể thao Đông Nam Á 1981
Giải bóng đá tại Đại hội Thể thao Đông Nam Á 1981 diễn ra từ ngày 6 đến ngày 15 tháng 12 năm 1981 tại Manila, Philippines.

## Địa điểm thi đấu
- Sân vận động Tưởng niệm Rizal, Manila, Philippines

## Giải đấu

### Vòng bảng

#### Bảng A
| Đội       | ST | T | H | B | BT | BB | HS | Đ |
| --------- | -- | - | - | - | -- | -- | -- | - |
| Malaysia  | 2  | 1 | 1 | 0 | 3  | 2  | +1 | 3 |
| Thái Lan  | 2  | 0 | 2 | 0 | 5  | 5  | 0  | 2 |
| Miến Điện | 2  | 0 | 1 | 1 | 3  | 4  | −1 | 1 |

| Malaysia   | 1–0 | Miến Điện |
| ---------- | --- | --------- |
| Abdul Muin |     |           |

| Malaysia                           | 2–2 | Thái Lan                     |
| ---------------------------------- | --- | ---------------------------- |
| Jamal Nasir 24' · S. Suvindran 33' |     | Pue-on 50' · Chitavanich 73' |

| Thái Lan                              | 3–3 | Miến Điện                   |
| ------------------------------------- | --- | --------------------------- |
| Madard Tongtaum 28' · Pue-on 32', 57' |     | Aye Maung Win 26', 72', 88' |

#### Bảng B
| Đội         | ST | T | H | B | BT | BB | HS | Đ |
| ----------- | -- | - | - | - | -- | -- | -- | - |
| Indonesia   | 2  | 2 | 0 | 0 | 3  | 0  | +3 | 4 |
| Singapore   | 2  | 1 | 0 | 1 | 4  | 1  | +3 | 2 |
| Philippines | 2  | 0 | 0 | 2 | 0  | 6  | −6 | 0 |

| Indonesia        | 1–0 | Singapore |
| ---------------- | --- | --------- |
| Taufik Saleh 62' |     |           |

| Singapore                                      | 4–0 | Philippines |
| ---------------------------------------------- | --- | ----------- |
| Fandi Ahmad 32', 61', 82' · R. Suriamurthi 42' |     |             |

| Indonesia                          | 2–0 | Philippines |
| ---------------------------------- | --- | ----------- |
| Taufik Saleh 33' · Robby Binur 83' |     |             |

### Vòng đấu loại trực tiếp

#### Nhánh đấu
|  | Bán kết         | Bán kết  |               |   | Chung kết | Chung kết |
|  |                 |          |               |   |           |           |
|  | 13 tháng 12     |          |               |   |           |           |
|  |                 |          |               |   |           |           |
|  | Malaysia (pen.) | 1 (5)    |               |   |           |           |
|  | Malaysia (pen.) | 1 (5)    | 15 tháng 12   |   |           |           |
|  | Singapore       | 1 (4)    |               |   |           |           |
|  | Singapore       | 1 (4)    | Malaysia      | 1 |           |           |
|  | 13 tháng 12     |          | Malaysia      | 1 |           |           |
|  |                 | Thái Lan | 2             |   |           |           |
|  | Indonesia       | Thái Lan | 2             | 0 |           |           |
|  | Indonesia       |          |               | 0 |           |           |
|  | Thái Lan        | 2        |               |   |           |           |
|  | Thái Lan        | 2        | Tranh hạng ba |   |           |           |
|  |                 |          |               |   |           |           |
|  | 14 tháng 12     |          |               |   |           |           |
|  |                 |          |               |   |           |           |
|  | Singapore       | 0        |               |   |           |           |
|  | Singapore       | 0        |               |   |           |           |
|  | Indonesia       | 2        |               |   |           |           |

#### Bán kết
| Malaysia                                                                                           | 1–1 | Singapore                                                                                  |
| -------------------------------------------------------------------------------------------------- | --- | ------------------------------------------------------------------------------------------ |
| Abdul Muin 85'                                                                                     |     | Au Yeong Pak Kuan 23' (ph.đ.)                                                              |
| Loạt sút luân lưu                                                                                  |     |                                                                                            |
| R. Arumugam · Mokhtar Dahari · G. Torairaju · Wong Hung Num · Zainal Abidin Hassan · S. Sijeindran | 5-4 | David Lee · Hashim Hoshni · Au Yeong Pak Kuan · T. Pathmanathan · Salim Moin · Fandi Ahmad |

| Thái Lan                 | 2–0 | Indonesia               |
| ------------------------ | --- | ----------------------- |
| Piyapong Pue-on 50', 79' |     | Ronny Pattinasarany 65' |

#### Tranh huy chương đồng
| Indonesia                           | 2–0 | Singapore |
| ----------------------------------- | --- | --------- |
| Rully Nere 11' · Stefanus Sirey 68' |     |           |

| INDONESIA:  |  |                     |  |     |
|             |  |                     |  |     |
| TM          |  | Poerwono            |  |     |
| HV          |  | Simson Rumahpasal   |  | 30' |
| HV          |  | Nasir Salassa       |  |     |
| HV          |  | Rusdin Lacanda      |  |     |
| HV          |  | Didik Darmadi       |  |     |
| TV          |  | Herry Kiswanto      |  |     |
| TV          |  | Ronny Pattinasarany |  |     |
| TV          |  | Robby Binur         |  |     |
| TV          |  | Rully Nere          |  |     |
| TĐ          |  | Mettu Dwaramuri     |  | 72' |
| TĐ          |  | Stefanus Sirey      |  |     |
| Thay người: |  |                     |  |     |
| HV          |  | Berti Tutuarima     |  | 30' |
| TĐ          |  | Risdianto           |  | 72' |

| SINGAPORE:  |  |                   |  |     |
|             |  |                   |  |     |
| TM          |  | David Lee         |  |     |
| HV          |  | Phua Ching Loon   |  |     |
| HV          |  | T. Pathmanathan   |  |     |
| HV          |  | Norhalis Shafik   |  |     |
| HV          |  | R. Suriamurthi    |  |     |
| TV          |  | Malek Awab        |  |     |
| TV          |  | K Kannan          |  | 58' |
| TV          |  | S. Selvakumar     |  |     |
| TV          |  | Salim Moin        |  | 63' |
| TĐ          |  | Fandi Ahmad       |  |     |
| TĐ          |  | Au Yeong Pak Kuan |  |     |
| Thay người: |  |                   |  |     |
| TV          |  | Abdullah Noor     |  | 58' |
| TV          |  | Marzuki Elias     |  | 63' |

#### Tranh huy chương vàng
| Thái Lan                 | 2–1 | Malaysia       |
| ------------------------ | --- | -------------- |
| Tongtaum 8' · Pue-on 41' |     | Abdul Muin 86' |

| THÁI LAN: |  |                        |
|           |  |                        |
| TM        |  | Narasak Boonkleang     |
| HV        |  | Sutin Chaikitti        |
| HV        |  | T. Sitipultong         |
| HV        |  | Aumnat Chareumchavalit |
| HV        |  | Prapen Pramsri         |
| TV        |  | Chalermwoot Sa-Ngapol  |
| TV        |  | Madard Tongtaum        |
| TV        |  | Vorawan Chitavanich    |
| TĐ        |  | Piyapong Pue-on        |
| TĐ        |  | Chirdsak Chaiyabutr    |
| TĐ        |  | Chalor Hongkajohn      |

| MALAYSIA:   |  |                          |  |     |
|             |  |                          |  |     |
| TM          |  | R. Arumugam              |  |     |
| HV          |  | Zainal Abidin Hassan     |  |     |
| HV          |  | Subramaniam Puspanathan  |  |     |
| HV          |  | Khamal Khalid            |  |     |
| HV          |  | Wong Hung Nung           |  |     |
| TV          |  | Abd Mohd Khalid Mohd Ali |  | 51' |
| TV          |  | Jamal Nasir              |  |     |
| TV          |  | S. Sujeindran            |  |     |
| TV          |  | G. Torairaju             |  |     |
| TĐ          |  | Mokhtar Dahari           |  |     |
| TĐ          |  | Yunus Alif               |  |     |
| Thay người: |  |                          |  |     |
| TV          |  | Abdul Muin               |  | 51' |

## Nhà vô địch
| Vô địch Bóng đá nam SEA Games 1981 Thái Lan Lần thứ ba |

## Bảng xếp hạng chung cuộc
| VT | Đội             | ST | T | H | B | BT | BB | HS | Đ | Kết quả cuối cùng   |
| -- | --------------- | -- | - | - | - | -- | -- | -- | - | ------------------- |
| 1  | Thái Lan        | 4  | 2 | 2 | 0 | 9  | 7  | +2 | 6 | Huy chương vàng     |
| 2  | Malaysia        | 4  | 1 | 2 | 1 | 5  | 5  | 0  | 4 | Huy chương bạc      |
| 3  | Indonesia       | 4  | 3 | 0 | 1 | 6  | 2  | +4 | 6 | Huy chương đồng     |
| 4  | Singapore       | 4  | 1 | 1 | 2 | 5  | 4  | +1 | 3 | Hạng tư             |
|    |                 |    |   |   |   |    |    |    |   |                     |
| 5  | Miến Điện       | 2  | 0 | 1 | 1 | 3  | 4  | −1 | 1 | Bị loại ở vòng bảng |
| 6  | Philippines (H) | 2  | 0 | 0 | 2 | 0  | 6  | −6 | 0 | Bị loại ở vòng bảng |

## Bảng huy chương
| Vàng | Bạc | Đồng |
| --- | --- | --- |
| Thái Lan | Malaysia | Indonesia |
| TM Narasak Boonkleang TM Sompong Nantapraparsil TM Sirisak Yamsang HV Thaweerat Sittipultong HV Amnart Chalermchavalit HV Prapan Premsri HV Varin Tansuphasiri HV Watana Promsakha TV Apinan Punrasiri TV Sompit Suwanaplugh TV Songwuti Khanthatat TV Wisoon Wichaya TV Chalermwoot Sa-Ngapol TV Sompong Wattana TV Vorawan Chitavanich TĐ Suntara Klanarong TĐ Chredsak Chaiyabutr TĐ Chalor Hongkajohn TĐ Piyapong Pue-on TĐ Madard Tongtaum Huấn luyện viên: Prawit Chaisam | TM R. Arumugam HV Jamal Nasir HV Wong Hung Nung HV Kamal Khalid HV G. Torairaju HV Yassin Mohammad Noor HV S. Pushpanathan HV K. Gunasakarn TV Muhidin Hussin TV Rosli Hussein TV Abdul Muin bin Abdul Rahim TV Khalid Ali TV Sujeindran M. Suppiah TĐ Ibrahim Haji Din TĐ Mokhtar Dahari TĐ Yunus Alif TĐ Zainal Abidin Hassan TĐ Alis Syed Mohamad Huấn luyện viên: Karl-Heinz Weigang | TM Poerwono TM A.A Raka HV Simson Rumahpasal HV Didik Darmadi HV Nassir Salassa HV Rusdin Lacanda HV Ronny Pattinasarany TV Tommy Latuperissa TV Riono Asnan TV Berti Tutuarima TV Herry Kiswanto TV Rully Nere TĐ Mettu Duaramuri TĐ Spiks Pulanda TĐ Stefanus Sirey TĐ Taufik Saleh TĐ Robby Binur TĐ Risdianto Huấn luyện viên: Bernd Fischer |